# Saint-Paul-sur-Yenne
Saint-Paul-sur-Yenne es una comuna francesa situada en el departamento de Saboya, en la región Auvernia-Ródano-Alpes.

## Historia
La comuna se denominó Saint-Paul hasta el 31 de diciembre de 2023.

## Demografía
| 318 | 307 | 296 | 361 | 453 | 495 | 540 | 640 |
| Para los censos de 1962 a 1999 la población legal corresponde a la población sin duplicidades (Fuente: INSEE [Consultar]) |     |     |     |     |     |     |     |